# 范曄
范 曄（はん よう、隆安2年（398年）- 元嘉22年12月11日（446年1月23日））は、南朝宋の政治家・文学者・歴史家にして『後漢書』の作者。字は蔚宗。先祖は南陽郡順陽県（現在の河南省南陽市淅川県）の出身であり、会稽郡山陰県（現在の浙江省紹興市柯橋区）にて出生。

## 経歴
范曄は東晋の隆安2年（398年）、名門である順陽范氏の一族に生まれた。曾祖父の范汪は東晋の安北将軍・徐兗二州刺史・武興県侯。祖父の范寧は臨淮郡太守・豫章郡太守で『春秋穀梁伝集解』の著者。父の范泰は南朝宋の侍中・光禄大夫となり、死後は車騎将軍を追贈されている。范曄は范泰の四男で、兄に范昂・范暠・范晏、弟に范広淵がいる。子は范藹・范遙・范叔蔞。孫は范魯連（范藹の子）。
范曄の幼名は「磚」というが、これは范曄の母が彼を便所の中で生んだ時に彼の額が磚（レンガ）に当たって傷ついてしまったことから名づけられた。若くして学問を好み、経書と史書に広く通じ、文章を作るのが巧みであり、音律にも詳しかった。
永初元年（420年）、劉裕（武帝）が宋を建国すると、范曄は武帝の子の彭城王劉義康の冠軍参軍となり、尚書外兵郎・荊州別駕従事史・秘書丞・征南司馬・領新蔡郡太守・司徒従事中郎・尚書吏部郎などを歴任した。
范曄は、たびたび奇行を起こしたと伝えられている。元嘉8年（431年）、江州刺史の檀道済の属官であったとき、北魏軍を討つために北征の命令が下ったが、范曄は足の病と称して断った。しかし、文帝は許さず、范曄を物資輸送の監督に就かしめた。また、翌年、范曄は劉義康の母の葬儀に通夜の客として参列していたが、夜に弟の范広淵らとともに宴席を開いたことで劉義康の怒りを買い、宣城郡太守に左遷された。元嘉16年（439年）、范曄が長沙王劉義欣の長史であったときには、兄の范暠の任地で嫡母が危篤になったが、范曄はすぐに出発せず、後から妓妾を連れ立って現れて非難された。
左遷されて宣城に在任していた頃、范曄は発憤し『後漢書』の編纂を開始した。先行して存在した『東観漢記』や『後漢紀』、他の数種の『後漢書』を整理しながら、新たな後漢の歴史書を作り上げた。

### 謀反事件
文帝の弟である劉義康は、宰相として内外の政務を取り仕切り、その権勢は皇帝を凌ぐものがあった。元嘉17年（440年）、文帝は劉義康の腹心であった劉湛以下十数名を誅殺・流刑に処し、劉義康を江州刺史に左遷した。代わりに皇子の始興王劉濬が揚州刺史として迎えられたが、劉濬は12歳と幼く、州事を代行していたのが范曄である。同年に宿営の衛兵を統括する左衛将軍、元嘉19年（442年）に東宮の衆務を司る太子詹事を務め、順調に出世していた。
左遷された劉義康の配下にいたのが孔熙先で、彼は劉義康のために謀反を計画した。朝臣を抱き込むために范曄が必要であり、范曄の外甥の謝綜を通じて親交を持った。この謀反には、他に仲承祖・徐湛之・謝綜などが参加し、兵は臧質・蕭思話が準備する手筈になっていた。
しかし、元嘉22年12月乙未（446年1月23日）、徐湛之の密告により孔熙先らの計画は露見し、范曄も処刑された。

## 無神論
現代中国の学界では、范曄は仏教批判者・無神論者として評価されている。例えば中国共産党の中国史学会の常務理事だった白寿彝は以下のように述べている。「『後漢書』の中で、范曄は仏教を猛烈に非難した。特に精神は滅びないという仏説と因果応報説に反対している。そして仏教を信じる後漢の桓帝を批判した。范曄は天命論に反対し「聖人・孔子様も、罕（まれ）にしか利と命と仁についてはおっしゃらなかった。後世の我々ごときが、天命を論ずるのはおこがましいことだ。」と述べた。また『後漢書』張衡伝の中で大量に、古代の予言書を引用して史実や論証を述べることに張衡が反対した話を収録した。同時に、范曄は陰陽の禁忌についての誤った論についても論破した。」としている。
上記のことは中国共産党が奉じている唯物史観に基づくもので、日本の学界では天命論に反対したこと以外はあまり是認されていない。

## 著作
范曄の文章について『宋書』范曄伝では「経・史を幅広く読んでおり、名文を綴った。」と評しており、毛沢東も「まあ良く書けており、読む価値がある」と称賛している。
- 『後漢書』- 范曄が左遷された時期に著述。既にあった7種の『後漢書』を集め、袁宏による『後漢紀』[13]を参考に、後世に伝承され前四史の一つとされた『後漢書』を編さん。
- 『双鶴詩序』
- 『楽游應詔詩』
- 『和香方』（『隋書』経籍志に書名のみ残り、現存しない）
- 『雑香膏方』（『隋書』経籍志に書名のみ残り、現存しない）
- 『百官階次』（『隋書』経籍志に書名のみ残り、現存しない）

## 後世の評価
清代の考証学者の王鳴盛は、『十七史商榷』で、『宋書』范曄の列伝は、著者である沈約によって故意に歪められたものであり、范曄は奇矯な人物ではなく、謀反においても無実であることを力説する。注解を行った吉川忠夫は、沈約の執筆態度に問題が多いことは確かであるが、范曄の奇行は同時代の資料からも認識されることであり、虚構とは言えないと指摘している。

### 伝記資料
- 『宋書』巻69 列伝第29
  - 日本語訳 『中国古代の歴史家たち－司馬遷・班固・范曄・陳寿の列伝訳注』（福井重雅編訳、早稲田大学出版部、2006年）

### 日本語文献
- 吉川忠夫「范曄と『後漢書』」『読書雑志 : 中国の史書と宗教をめぐる十二章』岩波書店、2010年。ISBN 9784000241496。
- 吉川忠夫「史家范曄の謀反」『侯景の乱始末記：南朝貴族社会の命運』志学社選書、2019年。ISBN 4909868003。電子書籍も刊